# Victor Chocquet

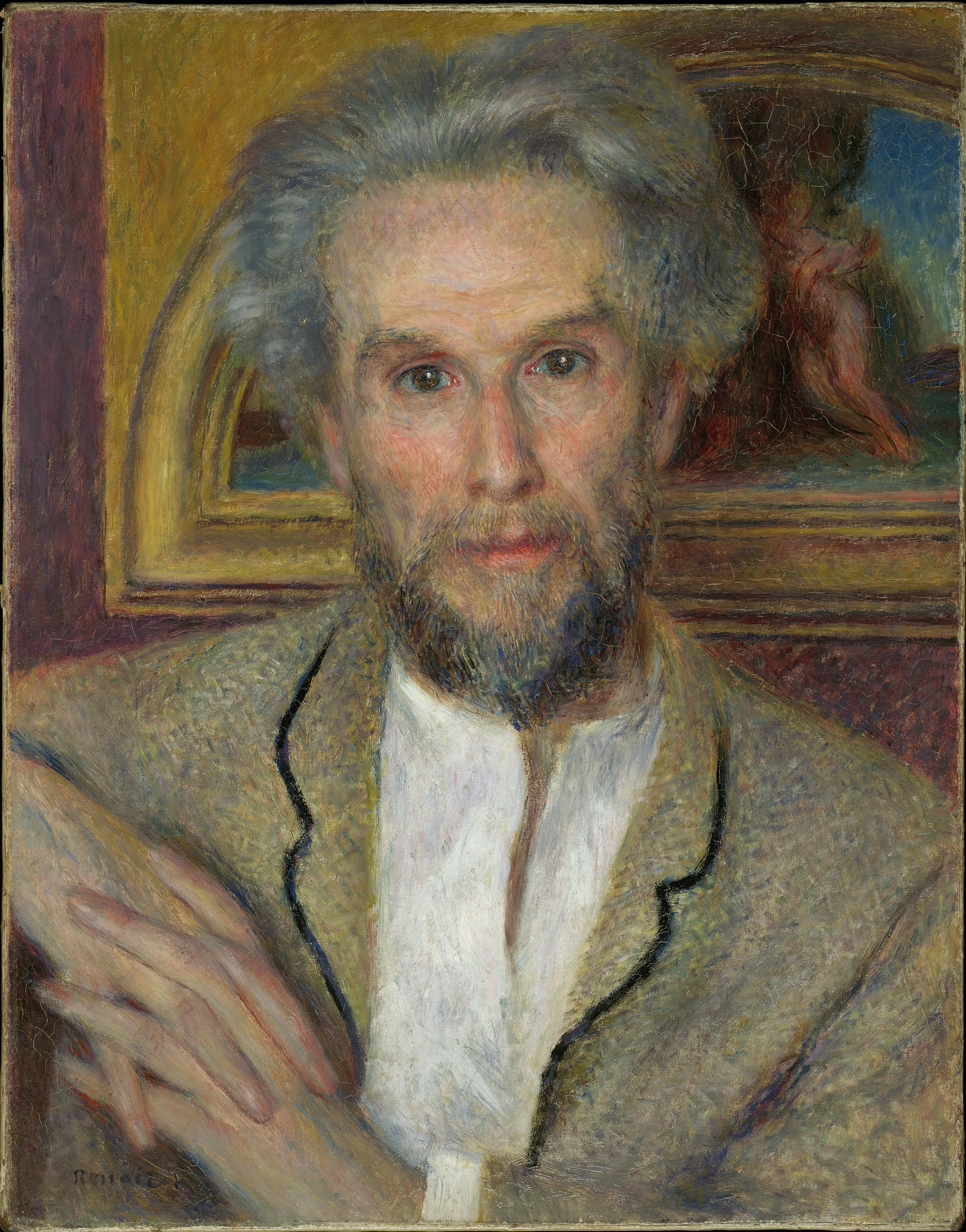
Pierre-Auguste Renoir - Victor Chocquet 1876, Fogg Art Museum, Cambridge

Victor Chocquet (Rijsel, 19 december 1821 - Parijs, 7 april 1891) was een Frans kunstverzamelaar en een van de eersten die zich interesseerde aan de impressionisten. Hij was een bescheiden ambtenaar bij de douane en had geen grote middelen ter beschikking voor het opbouwen van zijn verzameling. Zijn weduwe hield de verzameling intact, maar na haar dood in 1899 werd de enorme verzameling geveild bij G. Petit. Een groot deel van zijn verzameling is nu verspreid over musea in de Verenigde Staten.

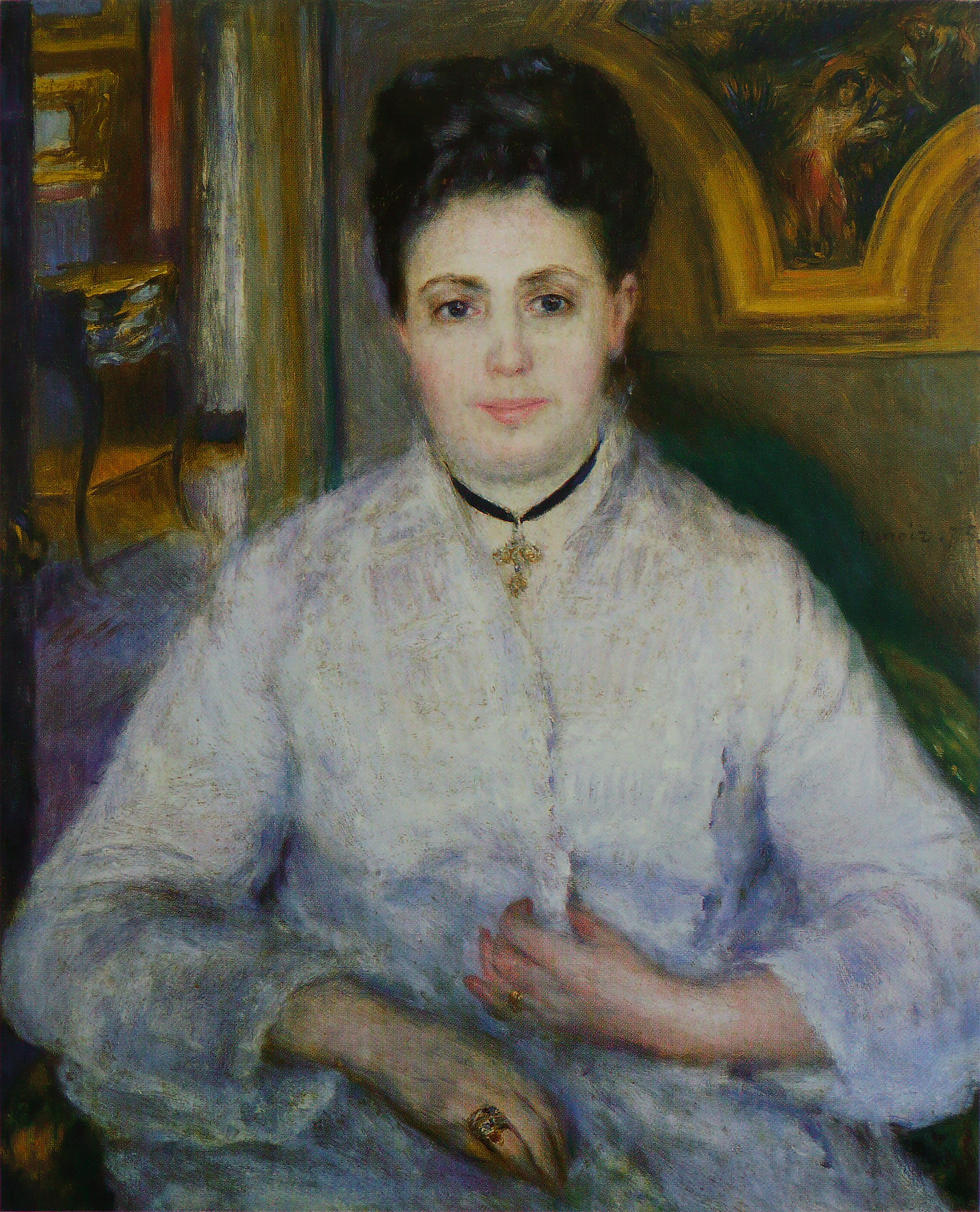
Pierre-Auguste Renoir - Madame Victor Chocquet, 1875, Staatsgalerie Stuttgart

## Biografie
Chocquet was een telg uit een welgestelde familie actief in de textielnijverheid. Hij begon al op jonge leeftijd allerlei bric-à-brac te verzamelen en schakelt daarna over op kunst, schilderijen, porselein en meubels van de grote ebenisten uit de 18e eeuw. In de aanvang koopt hij werk van onder meer Eugène Delacroix,  Gustave Courbet en Honoré Daumier. In 1875 was hij aanwezig op de veiling die de impressionisten georganiseerd hadden in het Hôtel Drouot. Op de veiling kocht hij niets, maar hij was diep onder de indruk van het werk van deze avant-garde schilders en in het bijzonder van Pierre-Auguste Renoir en van Claude Monet. Hij bestelde daarop bij Renoir, in wie hij de opvolger van Delacroix zag, twee portretten, een  van zijn vrouw, en een van hem.
Sedert de verkoop bij Drouot was Chocquet een van de steunpilaren van de impressionisten naast Ernest Hoschedé en Georges de Bellio. Renoir zal Chocquet in contact brengen met Paul Cézanne via de verkoper van schildersmateriaal le père Tanguy. De twee bouwden een bijzondere band op. Cézanne signeerde nagenoeg nooit zijn werk, behalve de werken die hij maakte voor Chocquet. Als men vandaag een gesigneerde Cézanne ziet kan men praktisch met zekerheid zeggen dat hij tot de verzameling van Chocquet behoorde. Renoir zorgde ook voor de introductie van zijn andere collega's impressionisten bij Chocquet. In 1876 organiseerden de kunstenaars rond Monet en Degas een nieuwe tentoonstelling bij Durand-Ruel. Chocquet leende voor deze tentoonstelling een werk van Monet en zes van Renoir.
Chocquet ging met vervroegd pensioen in 1877 om zich volledig aan zijn passie te kunnen wijden. Dankzij de erfenis van zijn schoonmoeder in 1882 kan hij zijn aankopen hervatten. Hij erfde ook een domein in Hattenville in Normandië, waar een groot aantal impressionistische werken werden geschilderd, zijn vrienden Renoir en Cézanne kwamen er regelmatig op bezoek.
In Parijs woonde Chocquet op een appartement aan de rue de Rivoli dat uitgaf op de jardin des Tuileries. Van daaruit schilderde Moet ook verschillende doeken waaronder Vue sur le jardin des Tuileries in 1876. Op het einde van zijn leven verhuisde hij naar een herenwoning uit de 18e eeuw aan de rue Monsigny. Zijn collectie kon in belangrijkheid wedijveren met die van de grootste verzamelaars zoals Georges de Bellio en Eugène Murer.

## Galerij
Hierbij enkele werken uit de verzameling van Chocquet.

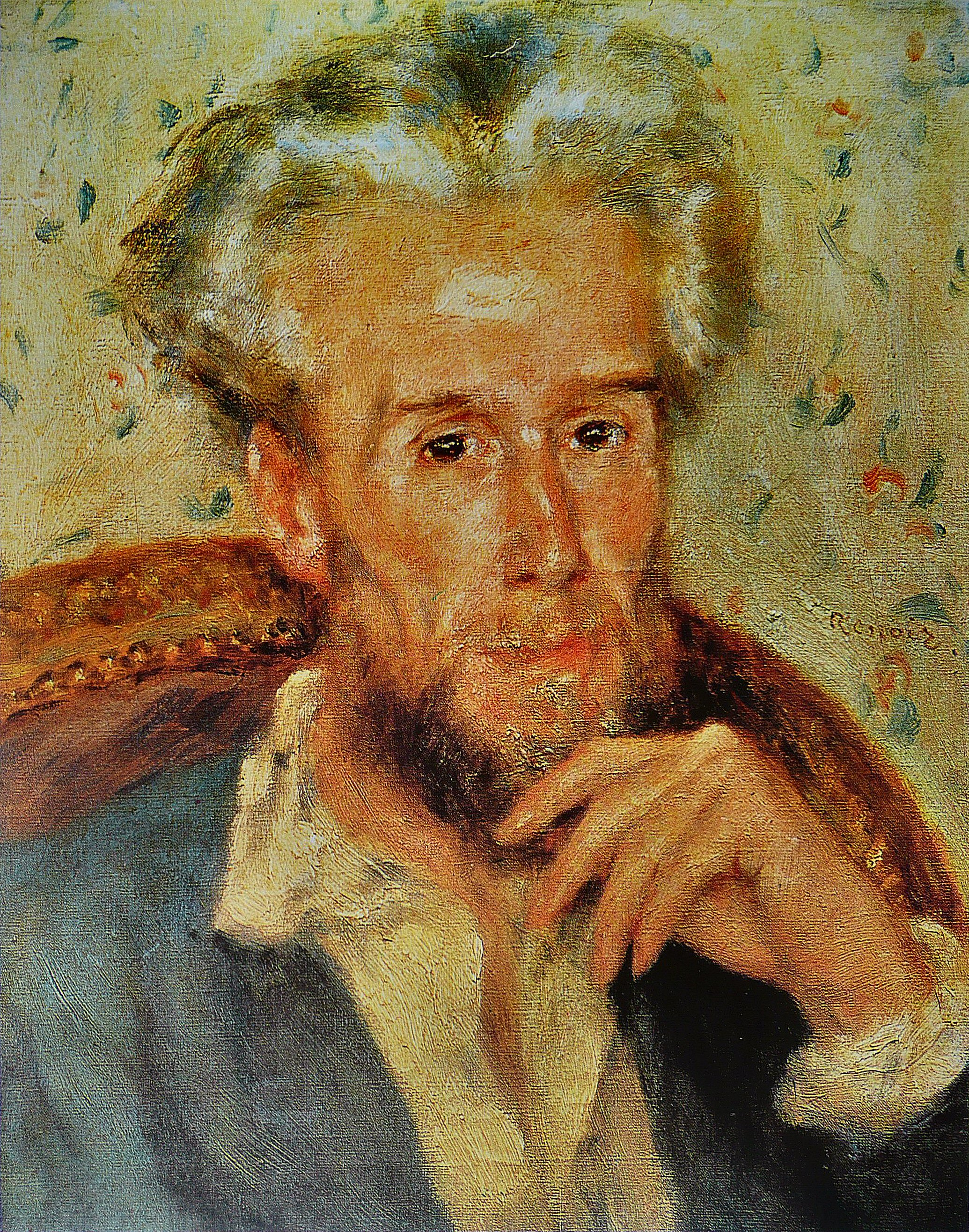
Pierre-Auguste Renoir, Portrait de Victor Chocquet 1876 Collection Oskar Reinhart  Winterthur
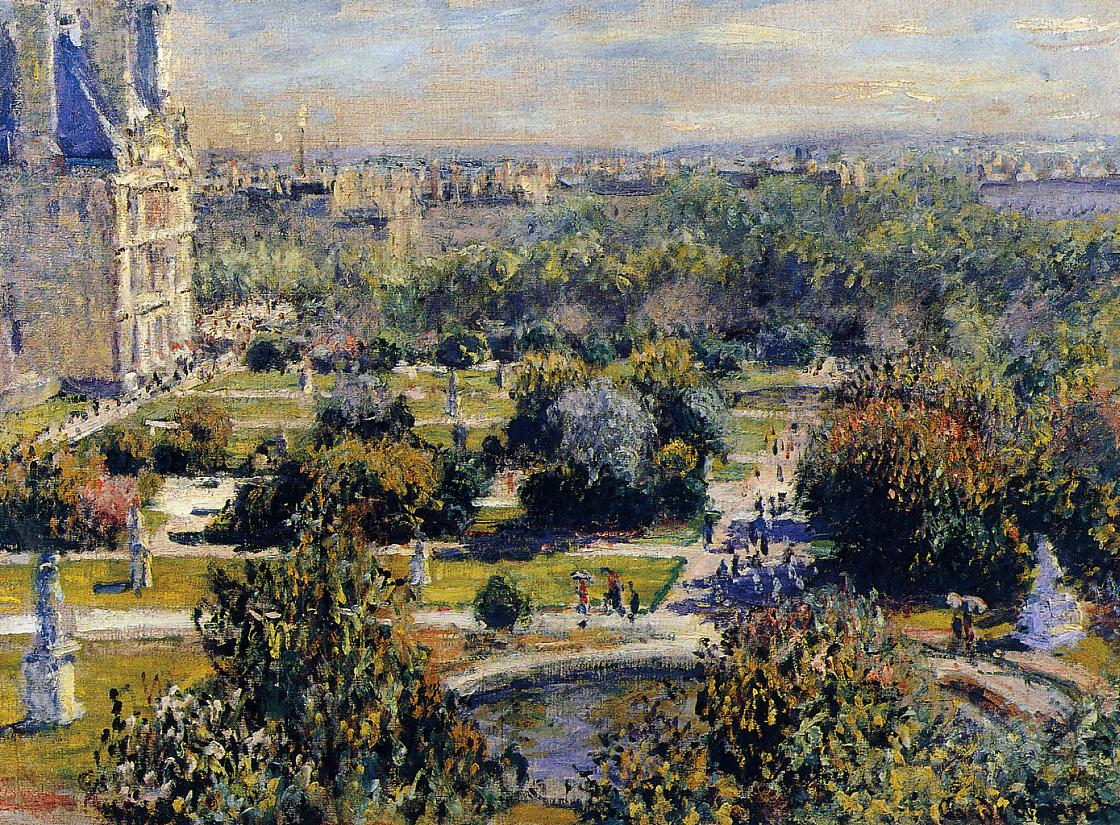
Claude Monet, Vue du jardin des Tuileries 1876, geschilderd vanuit het appartement van Victor Chocquet, rue de Rivoli, Musée Marmottan Monet
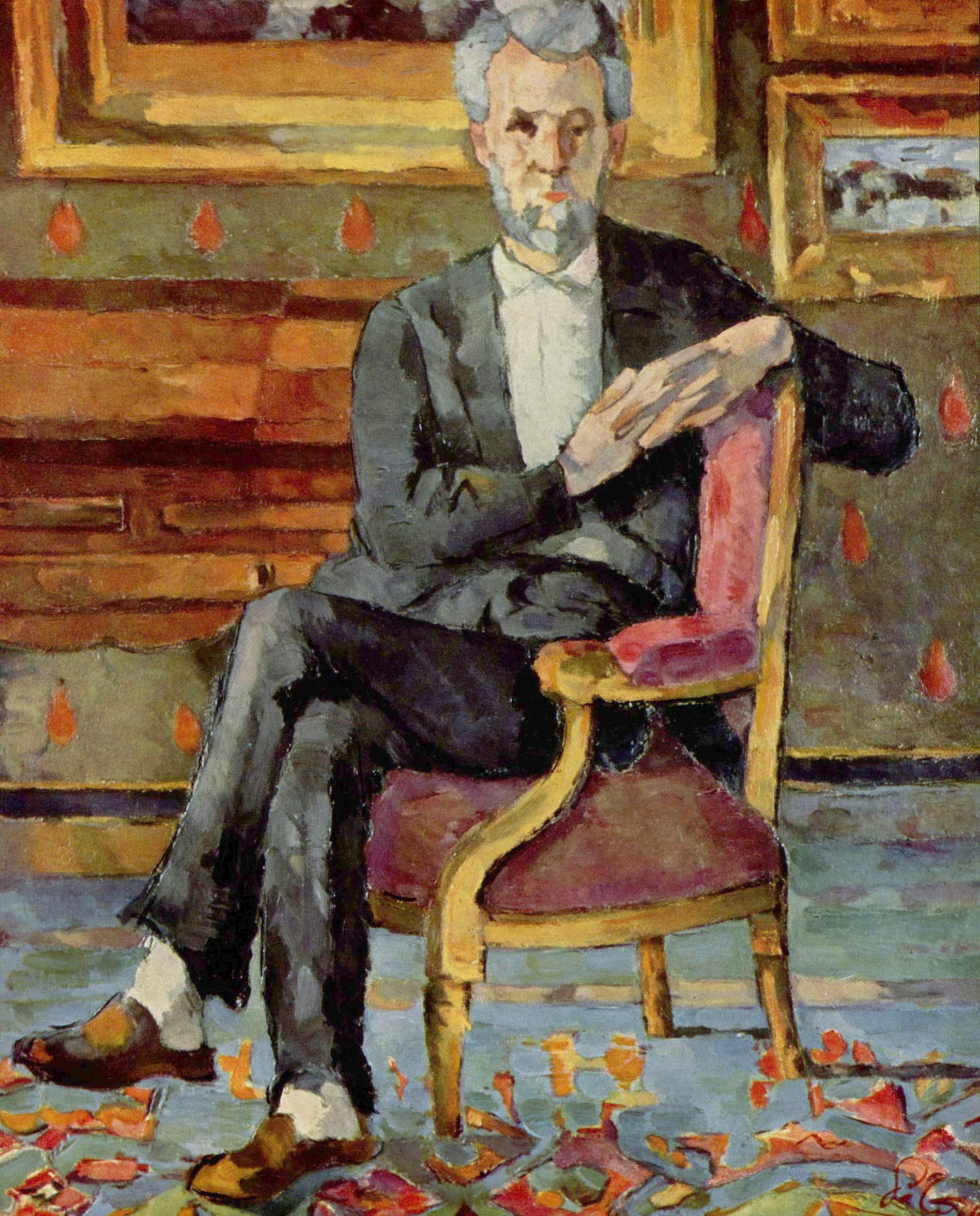
Paul Cézanne: Portrait de Victor Chocquet 1877, Columbus Museum of Art, Columbus (Ohio)
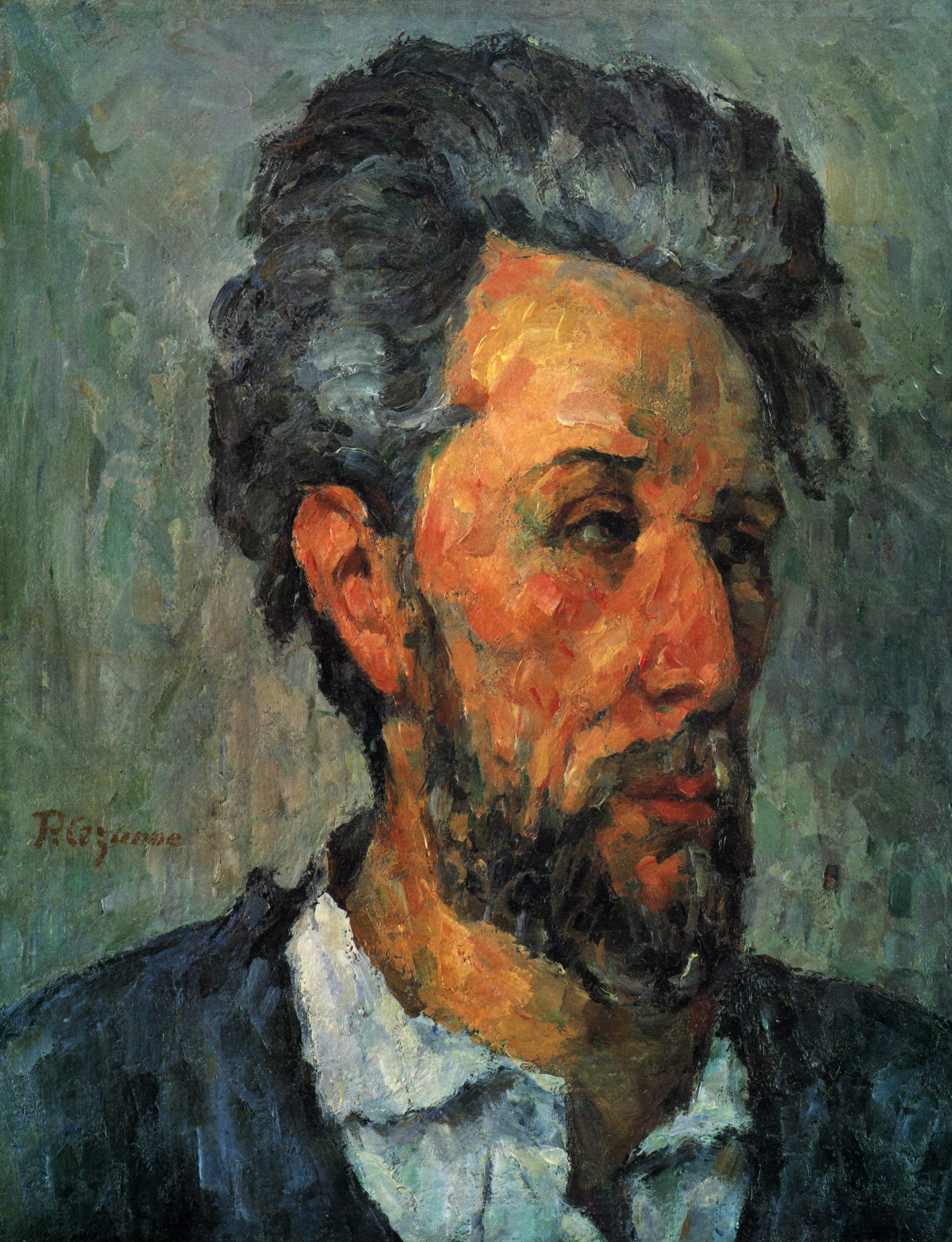
Paul Cézanne: Portrait de Victor Chocquet 1875,  collection Lord Victor Rothschild, Cambridge